# Bangassou
Bangassou  este un oraș  în partea de sud a Republicii Centrafricane, pe malul nordic al râului Mbomou. Este reședința prefecturii  Mbomou.